# Galette bretonne (biscuit)
Pour les articles homonymes, voir Galette, Galette de sarrasin et Galette (cuisine).
Pour la crêpe appelée « galette bretonne », voir Galette de sarrasin (Haute-Bretagne).
La galette bretonne est un biscuit sablé et une spécialité culinaire traditionnelle emblématique de la cuisine bretonne, originaire de Pont-Aven dans le Finistère en Basse-Bretagne, à base de pâte sablée (beurre demi-sel, jaune d'œuf, farine, sucre). 

## Histoire
Inspiré du succès des sablés, ou du gâteau breton des années 1860, ce petit biscuit doré au beurre salé de Bretagne est créé en 1890 par le boulanger breton Isidore Penven de Pont-Aven dans le Finistère,,. 

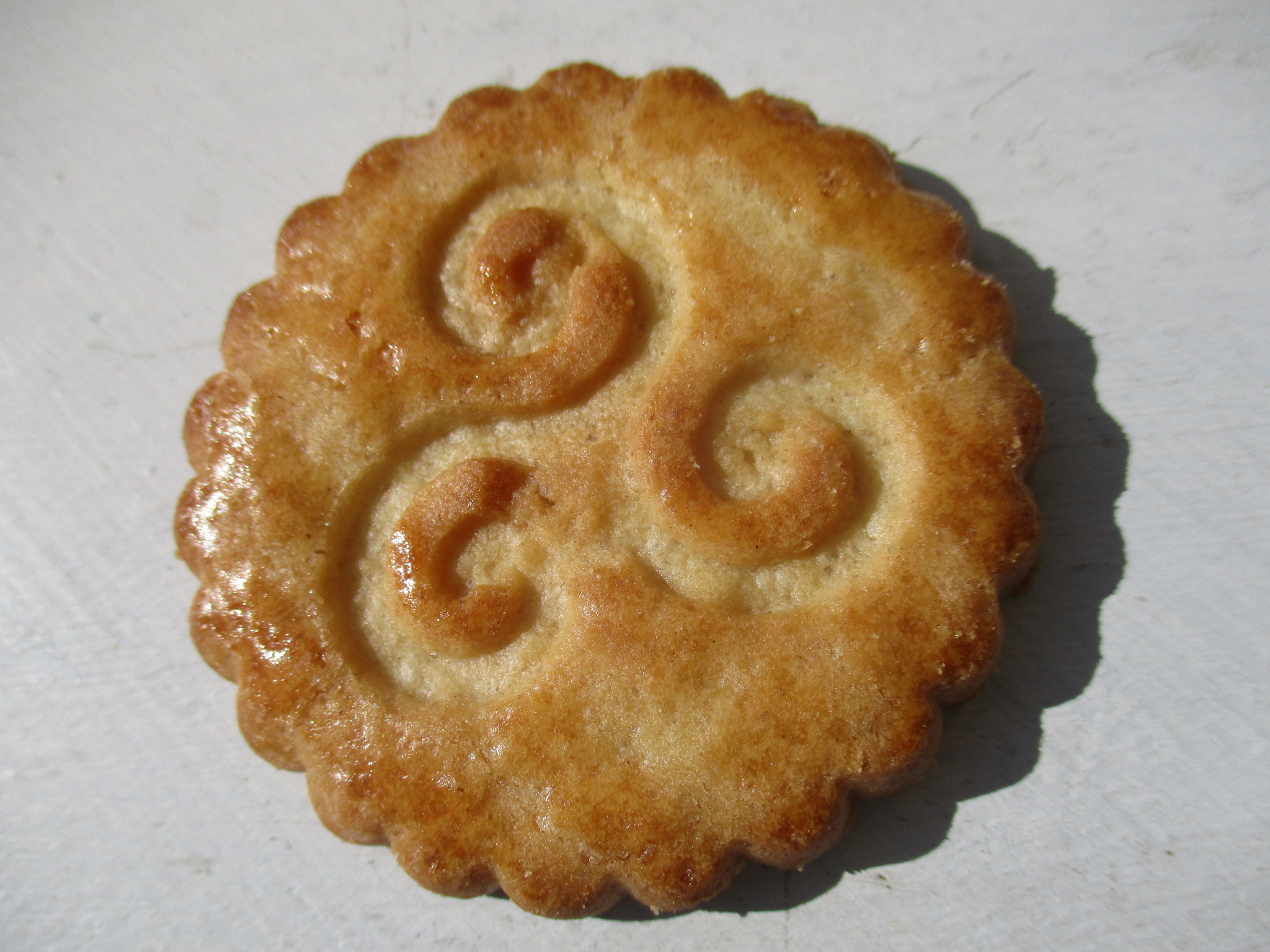
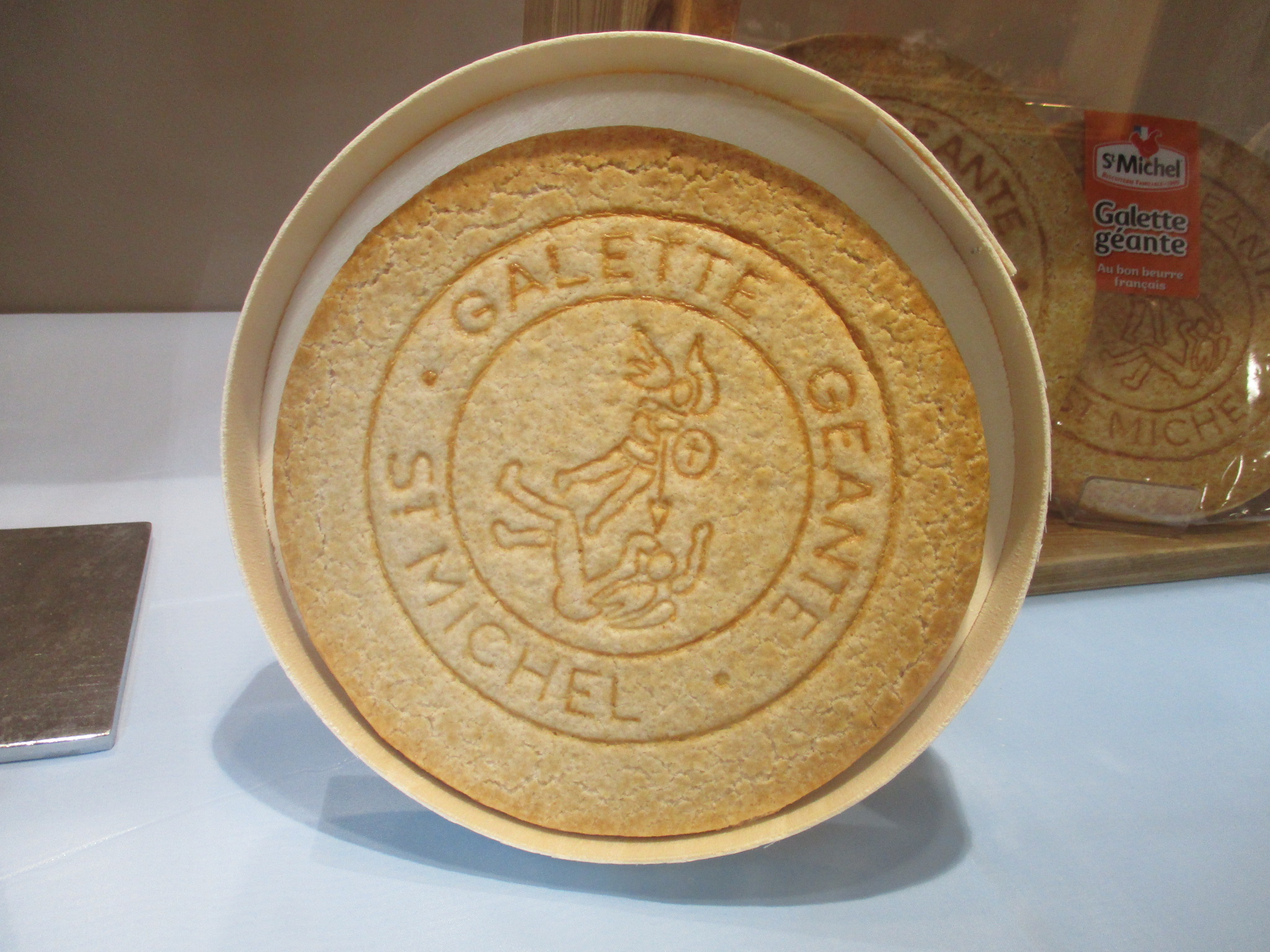

À la suite de sa disparition, sa veuve Francine épouse en secondes noces Alexis Le Villain, également boulanger de Pont-Aven, qui créé à son tour le palet breton en 1920, inspiré du premier,, et commercialise les deux créations, avec ses descendants, sous la marque Traou Mad (bonnes choses, en breton) « Galettes de Pont-Aven Traou Mad » et « Palets de Pont-Aven Traou Mad » jusqu’à ce jour,,,,, repris et fabriqué depuis par de nombreuses biscuiteries bretonnes. 

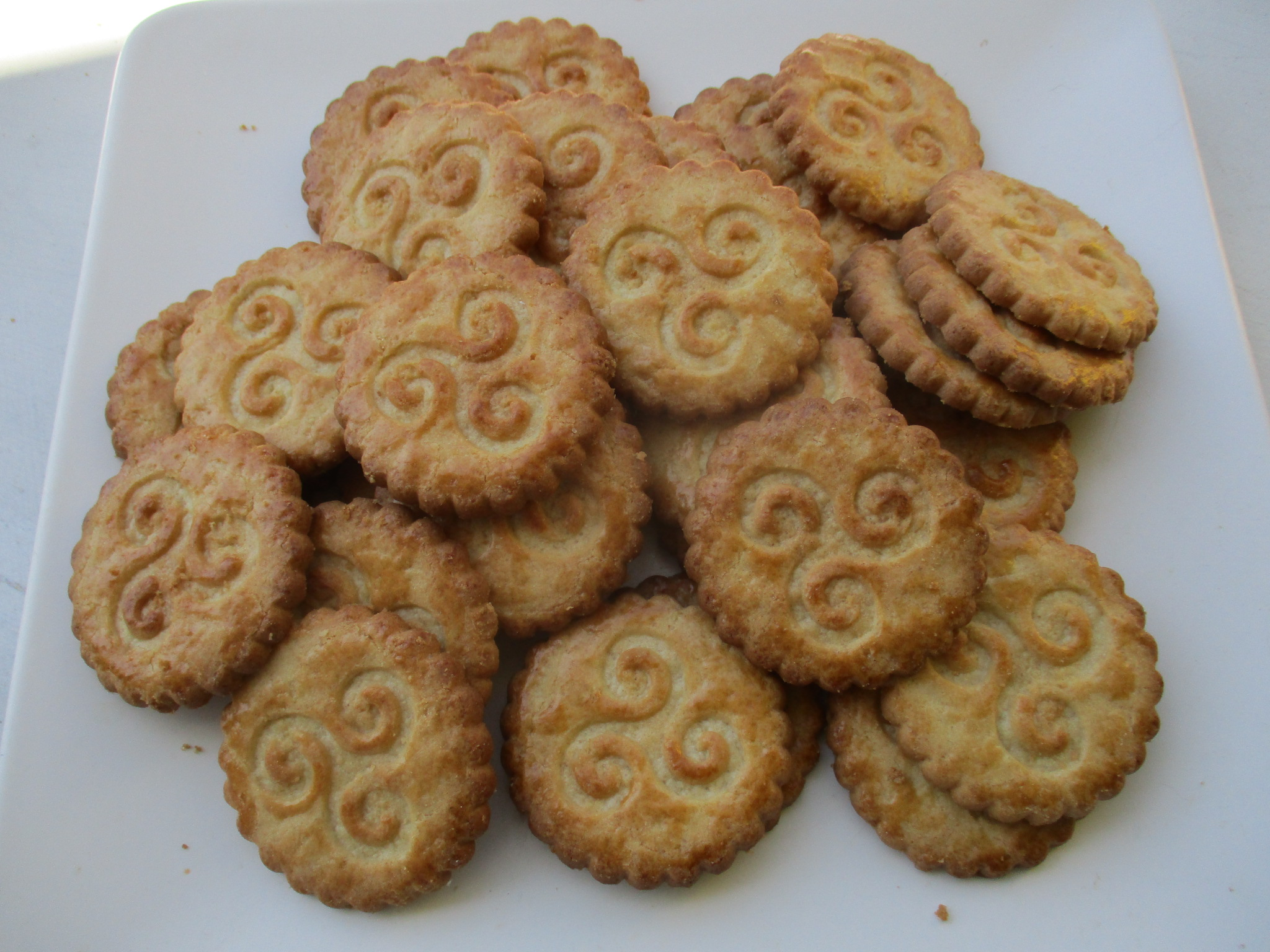
Galettes bretonnes
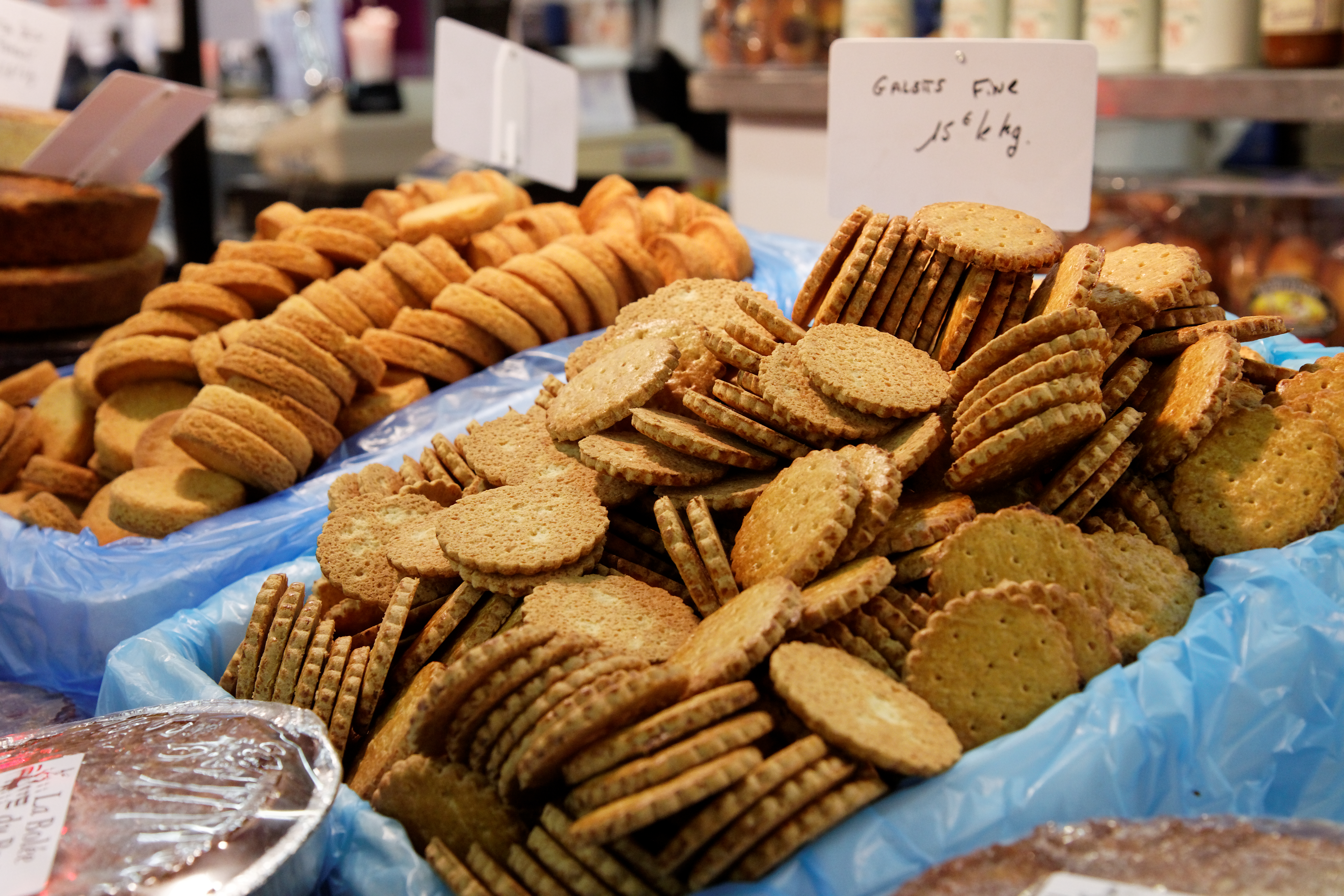
avec des palets bretons

Les galettes bretonnes sont souvent présentées et conservées dans des boîtes à biscuits en métal traditionnelles décorées.

## Label qualité
Un dossier de demande d'obtention d'une indication géographique protégée (IGP) pour cette galette bretonne et le palet breton est déposé depuis 2012.